# Critério do Dauphiné de 2012
A 64ª edição do Critérium du Dauphiné disputou-se entre 3 e 10 de junho de 2012, com um percurso de 1 051,7  km distribuídos em sete etapas e um prólogo, com início em Grenoble e final em Châtel.
A carreira faz parte do UCI World Tour de 2012.
O ganhador final foi, pelo segundo ano consecutivo, Bradley Wiggins (quem ademais fez-se com uma etapa). Acompanharam-lhe no pódio o seu colega de equipa Michael Rogers e Cadel Evans (vencedor de uma etapa e da classificação por pontos), respectivamente.
Nas classificações secundárias impuseram-se Cayetano Sarmiento (montanha), Wilco Kelderman (jovens) e Sky (equipas).

## Equipas participantes
Tomaram parte na carreira 22 equipas: os 18 de categoria UCI Pro Team  (ao ser obrigada a sua participação); mais 4 de categoria Profissional Continental mediante convite da organização Cofidis, le Crédit en Ligne, Saur-Sojasun, Team Argos-Shimano e Team Europcar). Formando assim um pelotão de 176 ciclistas com 8 corredores a cada equipa. As equipas participantes foram:
| Equipes ProTeam (18)- AG2R La Mondiale - Astana - BMC Racing Team - Euskaltel-Euskadi - FDJ-BigMat - Garmin-Barracuda - Katusha Team - Lampre-ISD - Liquigas-Cannondale - Lotto-Belisol - Movistar Team - Omega Pharma-Quick Step - Orica-GreenEDGE - Rabobank - RadioShack-Nissan - Saxo Bank - Sky - Vacansoleil - DCM Equipes profissionais Continentais (4)- Argos-Shimano - Cofidis, le Crédit en Ligne - Saur-Sojasun - Team Europcar |
| |

## Etapas

### Prólogo.3 de junhode2012.Grenoble-Grenoble, 5,7km (CRI)
|   | Ciclista        | Equipa                 | Tempo  |
| - | --------------- | ---------------------- | ------ |
| 1 | Luke Durbridge  | Orica-GreenEDGE        | 6' 38" |
| 2 | Bradley Wiggins | Sky                    | + 1"   |
| 3 | Andriy Grivko   | Astana                 | + 3"   |
| 4 | Carlos Barredo  | Rabobank               | m.t.   |
| 5 | Tony Martin     | Omega Pharma-QuickStep | + 5"   |

|   | Ciclista        | Equipa                 | Tempo  |
| - | --------------- | ---------------------- | ------ |
| 1 | Luke Durbridge  | Orica-GreenEDGE        | 6' 38" |
| 2 | Bradley Wiggins | Sky                    | + 1"   |
| 3 | Andriy Grivko   | Astana                 | + 3"   |
| 4 | Carlos Barredo  | Rabobank               | m.t.   |
| 5 | Tony Martin     | Omega Pharma-QuickStep | + 5"   |

### Etapa 1.4 de junhode2012.Seyssins-Saint-Vallier, 187km

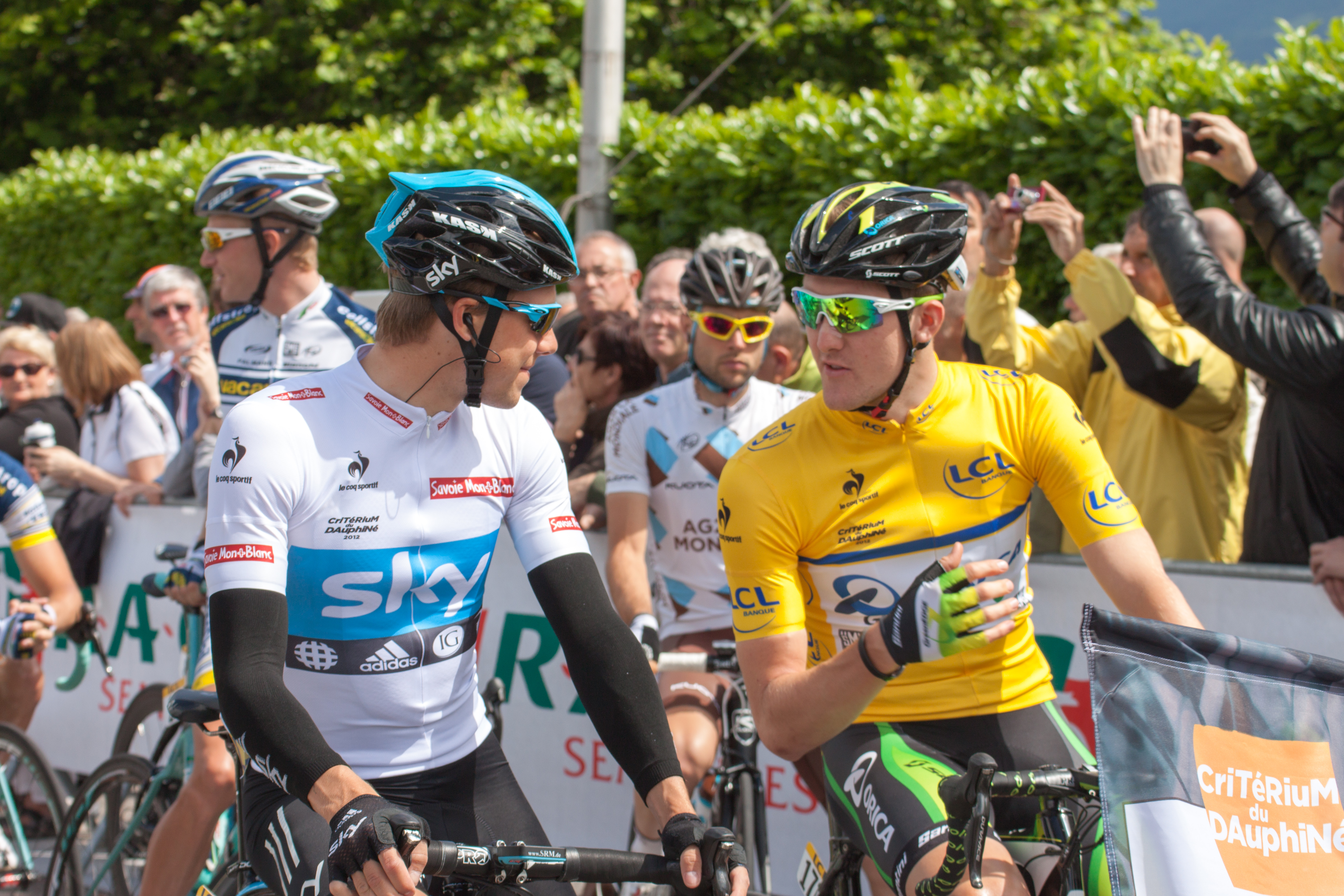
Edvald Boasson Hagen de alvo e Luke Durbridge de amarelo (ainda que os dois maillots pertenciam a Durbridge) à saída de Seyssins.

|   | Ciclista          | Equipa            | Tempo      |
| - | ----------------- | ----------------- | ---------- |
| 1 | Cadel Evans       | BMC Racing        | 4h 36' 21" |
| 2 | Jérôme Coppel     | Saur-Sojasun      | m.t.       |
| 3 | Andrey Kashechkin | Astana            | m.t.       |
| 4 | Nacer Bouhanni    | FDJ-Big Mat       | + 4"       |
| 5 | Tony Gallopin     | RadioShack-Nissan | m.t.       |

|   | Ciclista        | Equipa                 | Tempo      |
| - | --------------- | ---------------------- | ---------- |
| 1 | Bradley Wiggins | Sky                    | 4h 43' 04" |
| 2 | Cadel Evans     | BMC Racing             | + 1"       |
| 3 | Andriy Grivko   | Astana                 | + 2"       |
| 4 | Carlos Barredo  | Rabobank               | m.t.       |
| 5 | Tony Martin     | Omega Pharma-QuickStep | + 4"       |

### Etapa 2.5 de junhode2012.Lamastre-Saint-Félicien, 160km
|   | Ciclista              | Equipa            | Tempo      |
| - | --------------------- | ----------------- | ---------- |
| 1 | Daniel Moreno         | Katusha           | 4h 02' 38" |
| 2 | Julien Simon          | Saur-Sojasun      | m.t.       |
| 3 | Tony Gallopin         | RadioShack-Nissan | m.t.       |
| 4 | Rinaldo Nocentini     | AG2R La Mondiale  | m.t.       |
| 5 | Jurgen Van den Broeck | Lotto Belisol     | m.t.       |

|   | Ciclista        | Equipa                 | Tempo      |
| - | --------------- | ---------------------- | ---------- |
| 1 | Bradley Wiggins | Sky                    | 8h 45' 42" |
| 2 | Cadel Evans     | BMC Racing             | + 1"       |
| 3 | Andriy Grivko   | Astana                 | + 2"       |
| 4 | Carlos Barredo  | Rabobank               | m.t.       |
| 5 | Tony Martin     | Omega Pharma-QuickStep | + 4"       |

### Etapa 3.6 de junhode2012.Givors-La Clayette, 167km
|   | Ciclista             | Equipa                 | Tempo      |
| - | -------------------- | ---------------------- | ---------- |
| 1 | Edvald Boasson Hagen | Sky                    | 4h 22' 13" |
| 2 | Gerald Ciolek        | Omega Pharma-QuickStep | m.t.       |
| 3 | Borut Božič          | Astana                 | m.t.       |
| 4 | Roger Kluge          | Argos-Shimano          | m.t.       |
| 5 | Murilo Fischer       | Garmin-Barracuda       | m.t.       |

|   | Ciclista        | Equipa                 | Tempo       |
| - | --------------- | ---------------------- | ----------- |
| 1 | Bradley Wiggins | Sky                    | 13h 07' 55" |
| 2 | Cadel Evans     | BMC Racing             | + 1"        |
| 3 | Andriy Grivko   | Astana                 | + 2"        |
| 4 | Carlos Barredo  | Rabobank               | m.t.        |
| 5 | Tony Martin     | Omega Pharma-QuickStep | + 4"        |

### Etapa 4.7 de junhode2012.La Clayette-Bourg-en-Bresse, 53,5km (CRI)
|   | Ciclista         | Equipa                 | Tempo      |
| - | ---------------- | ---------------------- | ---------- |
| 1 | Bradley Wiggins  | Sky                    | 1h 03' 12" |
| 2 | Tony Martin      | Omega Pharma-QuickStep | + 34"      |
| 3 | Michael Rogers   | Sky                    | + 1' 11"   |
| 4 | Wilco Kelderman  | Rabobank               | + 1' 25"   |
| 5 | Sylvain Chavanel | Omega Pharma-QuickStep | + 1' 33"   |

|   | Ciclista         | Equipa                 | Tempo       |
| - | ---------------- | ---------------------- | ----------- |
| 1 | Bradley Wiggins  | Sky                    | 14h 11' 07" |
| 2 | Tony Martin      | Omega Pharma-QuickStep | + 38"       |
| 3 | Michael Rogers   | Sky                    | + 1' 20"    |
| 4 | Sylvain Chavanel | Omega Pharma-QuickStep | + 1' 38"    |
| 5 | Cadel Evans      | BMC Racing             | + 1' 44"    |

### Etapa 5.8 de junhode2012.Saint-Trivier-sur-Moignans-Rumilly, 186,5km
|   | Ciclista           | Equipa                      | Tempo      |
| - | ------------------ | --------------------------- | ---------- |
| 1 | Arthur Vichot      | FDJ-Big Mat                 | 4h 42' 17" |
| 2 | Egoi Martínez      | Euskaltel-Euskadi           | + 26"      |
| 3 | Dmitriy Fofonov    | Astana                      | m.t.       |
| 4 | Rémy Di Gregorio   | Cofidis, le Crédit en Ligne | m.t.       |
| 5 | Cayetano Sarmiento | Liquigas-Cannondale         | m.t.       |

|   | Ciclista        | Equipa                 | Tempo       |
| - | --------------- | ---------------------- | ----------- |
| 1 | Bradley Wiggins | Sky                    | 18h 54' 23" |
| 2 | Tony Martin     | Omega Pharma-QuickStep | + 38"       |
| 3 | Michael Rogers  | Sky                    | + 1' 20"    |
| 4 | Cadel Evans     | BMC Racing             | + 1' 44"    |
| 5 | Wilco Kelderman | Rabobank               | + 1' 45"    |

### Etapa 6.9 de junhode2012.Saint-Alban-Leysse-Morzine, 167,5km
|   | Ciclista        | Equipa          | Tempo      |
| - | --------------- | --------------- | ---------- |
| 1 | Nairo Quintana  | Movistar        | 4h 46' 12" |
| 2 | Cadel Evans     | BMC Racing      | + 16"      |
| 3 | Daniel Moreno   | Katusha         | + 24"      |
| 4 | Bradley Wiggins | Sky             | m.t.       |
| 5 | Pieter Weening  | Orica-GreenEDGE | m.t.       |

|   | Ciclista              | Equipa        | Tempo       |
| - | --------------------- | ------------- | ----------- |
| 1 | Bradley Wiggins       | Sky           | 23h 40' 59" |
| 2 | Michael Rogers        | Sky           | + 1' 20"    |
| 3 | Cadel Evans           | BMC Racing    | + 1' 26"    |
| 4 | Chris Froome          | Sky           | + 1' 48"    |
| 5 | Jurgen Van den Broeck | Lotto Belisol | + 2' 22"    |

### Etapa 7.10 de junhode2012.Morzine-Châtel, 124,5km
|   | Ciclista             | Equipa           | Tempo      |
| - | -------------------- | ---------------- | ---------- |
| 1 | Dani Moreno          | Katusha          | 2h 59' 37" |
| 2 | Luis León Sanchez    | Rabobank         | m.t.       |
| 3 | Cadel Evans          | BMC Racing       | m.t.       |
| 4 | Edvald Boasson Hagen | Sky              | m.t.       |
| 5 | Rinaldo Nocentini    | AG2R La Mondiale | m.t.       |

|   | Ciclista              | Equipa        | Tempo       |
| - | --------------------- | ------------- | ----------- |
| 1 | Bradley Wiggins       | Sky           | 26h 40' 46" |
| 2 | Michael Rogers        | Sky           | + 1' 17"    |
| 3 | Cadel Evans           | BMC Racing    | + 1' 26"    |
| 4 | Chris Froome          | Sky           | + 1' 45"    |
| 5 | Jurgen Van den Broeck | Lotto Belisol | + 2' 12"    |

## Classificações

### Classificação geral
| Posição | Ciclista              | Equipa            | Tempo       |
| ------- | --------------------- | ----------------- | ----------- |
|         | Bradley Wiggins       | Sky               | 26h 40' 46" |
| 2       | Michael Rogers        | Sky               | + 1' 17"    |
| 3       | Cadel Evans           | BMC Racing        | + 1' 26"    |
| 4       | Chris Froome          | Sky               | + 1' 45"    |
| 5       | Jurgen Van den Broeck | Lotto Belisol     | + 2' 12"    |
| 6       | Vasil Kiryienka       | Movistar          | + 2' 58"    |
| 7       | Janez Brajkovič       | Astana            | + 3' 07"    |
| 8       | Wilco Kelderman       | Rabobank          | + 3' 26"    |
| 9       | Richie Porte          | Sky               | + 3' 34"    |
| 10      | Haimar Zubeldia       | RadioShack-Nissan | + 3' 50"    |

### Classificação da montanha
| Posição | Ciclista            | Equipa                      | Pontos |
| ------- | ------------------- | --------------------------- | ------ |
|         | Cayetano Sarmiento  | Liquigas-Cannondale         | 91     |
| 2       | Biel Kadri          | AG2R La Mondiale            | 61     |
| 3       | David Moncoutié     | Cofidis, le Crédit en Ligne | 61     |
| 4       | Giovanni Bernaudeau | Europcar                    | 38     |
| 5       | Nicolas Edet        | Cofidis, le Crédit en Ligne | 38     |

### Classificação por pontos
| Posição | Ciclista             | Equipa            | Pontos |
| ------- | -------------------- | ----------------- | ------ |
|         | Cadel Evans          | BMC Racing        | 66     |
| 2       | Dani Moreno          | Katusha           | 58     |
| 3       | Tony Gallopin        | RadioShack-Nissan | 51     |
| 4       | Bradley Wiggins      | Sky               | 47     |
| 5       | Edvald Boasson Hagen | Sky               | 44     |

### Classificação dos jovens
| Posição | Ciclista           | Equipa            | Tempo       |
| ------- | ------------------ | ----------------- | ----------- |
|         | Wilco Kelderman    | Rabobank          | 26h 44' 12" |
| 2       | Tejay Van Garderen | BMC Racing        | + 1' 23"    |
| 3       | Egor Silin         | Astana            | + 5' 51"    |
| 4       | Alexandre Geniez   | Argos-Shimano     | + 10' 38"   |
| 5       | Tony Gallopin      | RadioShack-Nissan | + 13' 08"   |

### Classificação por equipas
| Posição | Equipa            | Tempo       |
| ------- | ----------------- | ----------- |
|         | Sky               | 80h 22' 25" |
| 2       | BMC Racing        | + 13' 34"   |
| 3       | Movistar          | + 17' 27"   |
| 4       | Saur-Sojasun      | + 18' 02"   |
| 5       | RadioShack-Nissan | + 19' 52"   |

## Evolução das classificações
| Etapa (Vencedor)                | Classificação geral | Classificação por pontos | Classificação da montanha | Classificação dos jovens | Classificação por equipas |
| ------------------------------- | ------------------- | ------------------------ | ------------------------- | ------------------------ | ------------------------- |
| Prólogo (CRI) (Luke Durbridge)  | Luke Durbridge      | Luke Durbridge           | não se entregou           | Luke Durbridge           | Orica-GreenEDGE           |
| Etapa 1 (Cadel Evans)           | Bradley Wiggins     | Cadel Evans              | Giovanni Bernaudeau       | Edvald Boasson Hagen     | Sky                       |
| Etapa 2 (Daniel Moreno)         | Bradley Wiggins     | Cadel Evans              | Blel Kadri                | Tony Gallopin            | Sky                       |
| Etapa 3 (Edvald Boasson Hagen)  | Bradley Wiggins     | Tony Gallopin            | Giovanni Bernaudeau       | Tony Gallopin            | Sky                       |
| Etapa 4 (CRI) (Bradley Wiggins) | Bradley Wiggins     | Tony Gallopin            | Giovanni Bernaudeau       | Wilco Kelderman          | Sky                       |
| Etapa 5 (Arthur Vichot)         | Bradley Wiggins     | Tony Gallopin            | Cayetano Sarmiento        | Wilco Kelderman          | Sky                       |
| Etapa 6 (Nairo Quintana)        | Bradley Wiggins     | Cadel Evans              | Cayetano Sarmiento        | Wilco Kelderman          | Sky                       |
| Etapa 7 (Dani Moreno)           | Bradley Wiggins     | Cadel Evans              | Cayetano Sarmiento        | Wilco Kelderman          | Sky                       |
| Final                           | Bradley Wiggins     | Cadel Evans              | Cayetano Sarmiento        | Wilco Kelderman          | Sky                       |